# Deconica montana
Deconica montana, comúnmente conocida como Psilocybe musgo de montaña, es una especie común de seta que suele crecer en regiones musgosas y montañosas de todo el mundo. Su aspecto es el de una típica "seta marrón pequeña" con un pequeño sombrero marrón y un pie recto y delgado.

## Taxonomía
La Psilocybe montana era antiguamente la especie tipo del género de setas Psilocybe. Al no contener derivados alucinógenos de la triptamina como la psilocibina o la psilocina, no se tiñe de azul cuando se manipula, a diferencia de otros miembros alucinógenos típicos de este género. Los estudios moleculares realizados a finales de la década de 2000 revelaron que el género era polifilético y constaba de dos clados distintos que separaban las especies que se tiñen de azul de las que no. La división del género es problemática, ya que el nombre Psilocybe se asoció a P. montana y, por consiguiente, al clado no azulado, dejando a las especies alucinógenas sin nombre genérico. Debido a que el nombre está ampliamente asociado a las especies alucinógenas y considerando las potenciales ramificaciones legales de cambiar su nombre genérico, se propuso conservar el nombre Psilocybe con P. semilanceata como tipo. De este modo, Deconica quedaba disponible como nombre para las especies no alucinógenas. La propuesta fue aceptada por unanimidad por el Comité de Nomenclatura de Hongos en 2009.

## Descripción
El sombrero tiene un diámetro de 0,5-1,5 cm, inicialmente de forma convexa pero que se aplana con la edad, a veces con un umbo ancho. El sombrero es húmedo, glabro, higrófano y presenta estrías radiales en el centro; el color es marrón rojizo a marrón oscuro. Las láminas son adnatas a ampliamente adnatas o a veces muy poco decurrentes, y del mismo color que el sombrero. El pie mide 1,5-4 cm de largo, 1-2 mm de grosor, es liso, del mismo color que el sombrero y quebradizo. Las esporas suelen ser de 7,5-10 × 6-8 × 5-5,5 μm y de forma ovado-lentiforme con una pared engrosada. También se ha descrito en los Países Bajos una variedad con esporas grandes (dimensiones de las esporas de 8,5-11 × 6,0-8,5 × 5,0-7,0 μm), Psilocybe montana var. macrospora Noordel. & Verduin (1999). La impresión de la espora es de color marrón grisáceo oscuro.
Está catalogado como no comestible, siendo demasiado pequeño para ser de interés.

## Hábitat
Deconica montana es saprobia, posiblemente también parasitaria. A menudo se asocia con musgos como Brachythecium albicans, B. mutabulum, Campylopus introflexus, Ceratodon purpureus, Dicranum scoparium, Eurhynchium hians, E. praelongum, E. speciosum, Rhacomitrium canescens, especies de Pohlia o Polytrichum piliferum . Se encuentra comúnmente en situaciones expuestas, como praderas de dunas, brezales y tundra sin árboles, y bosques abiertos de Pinus, generalmente en suelos pobres en nutrientes y bien drenados.

Deconica montana sobre musgo.Deconica montana sobre musgo.
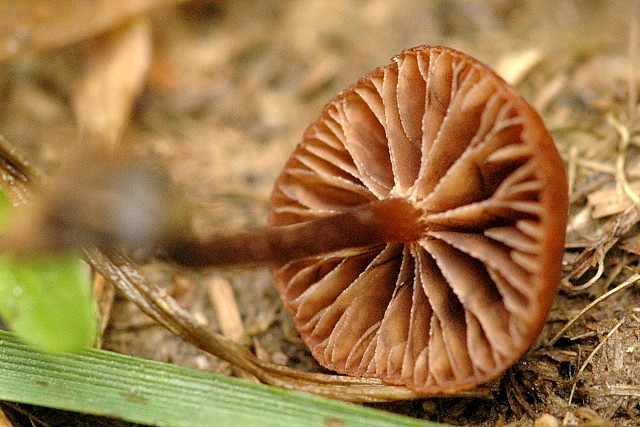
Deconica montana

## Distribución
La especie tiene una distribución mundial, casi cosmopolita, y se ha informado de una variedad de regiones en una amplia gama de climas, que incluyen:
- Gran Bretaña ( Bosque de Thetford )[5]
- California, Estados Unidos[6]
- el Caribe[7]
- China ( montañas Kunlun occidentales)[8]
- Colombia (altiplano de Guasca )[9]
- Groenlandia[10]
- México[11]
- Nepal[12]
- Noruega[13]
- en la tundra alpina,[14] así como en las regiones subalpinas de Suiza[15]
- en la región anteriormente conocida como la URSS[16]
- en los Andes venezolanos[17] y[18]
- en musgo en elevaciones altas en Idaho y Montana[19] : 590
- en la tundra ártica .[19] : 590

También se ha informado que crecen en Chemnitz, Alemania, en techos planos cubiertos de vegetación.

## Otras lecturas
- Stamet P. (1996). Hongos de psilocibina del mundo . Prensa de diez velocidades, Berkeley, CA, EE. UU. 245 págs. ( pág. 132 )